# Tomaz Kim
Tomaz Kim, eigentlich Joaquim Fernandes Tomaz Ribeiro-Grillo, (* 2. Februar 1915 in Lobito, Portugiesisch-Westafrika; † 24. Januar 1967 in Lissabon, Portugal) war ein portugiesischer Lyriker und Übersetzer.

## Leben und Wirken
Tomasz Kim verbrachte seine Schulzeit zunächst in Kapstadt und dann in Lissabon. Er begann ein Studium der Ingenieurwissenschaften in London, das er aber vorzeitig abbrach, um in Lissabon an der dortigen Faculdade de Letras Germanistik zu studieren. Später war er als Lektor für englischsprachige Literatur sowie als Professor für englische Literatur an der Lissaboner philologischen Fakultät beschäftigt. Gastdozenturen ließen ihn in Oxford, Heidelberg, Bonn und Göttingen unterrichten.
Er lebte viele Jahre in London. Auch war er Mitherausgeber der ab 1940 erscheinenden Zeitschrift Cadernos de Poesia.  Als Autor war in Veröffentlichungen folgender Magazine tätig: Atlântico, Aventura, Presença, Graal. Er übersetzte T. S. Eliot ins Portugiesische.
Themen seiner Lyrik waren vor allem existenzielle und metaphysische Fragen, soziale und politische Fragen.

## Werke
- Em cada dia se morre (An einem Tag werde ich sterben), 1940, Lyrik.
- Para a nossa iniciacao, 1940, Lyrik.
- Os quatros cavaleiros de Apocalypse (Die 4 apokalyptischen Reiter), 1943, Lyrik.
- Dia de prommesao, 1945, Lyrik.
- Flora e Fauna, 1958, Lyrik.
- Exercicios temporais, 1966, Lyrik.